# 東急バス青葉台営業所
東急バス青葉台営業所（とうきゅうバスあおばだいえいぎょうしょ）は、神奈川県横浜市青葉区さつきが丘の環状4号線沿いにある、東急田園都市線青葉台駅を中心に路線を展開する東急バスの営業所。営業所の略号は「AO」。

## 歴史
横浜市北部の田園都市線沿線では、多摩田園都市の開発が始まる前後の1950年代から本格的なバス路線の整備が始まった。1966年（昭和41年）の田園都市線開通の時点では、溝の口駅から長津田駅までの神奈川県内部分につながるバスとして現在の元石川線や柿生線、綱島線などにつながる路線が少ないながらも存在し、高津営業所を中心に新羽営業所や川崎営業所も所管路線を持っていた。

しかし、多摩田園都市の開発が進むにつれ人口が増加し、沿線に大規模な団地が造成されたことからバスの需要が急激に高まり、高津営業所だけでは所管しきれなくなる。当時は国道246号を使い、長距離に渡って回送で出入庫していた。この回送を解消するため、1981年（昭和56年）に青葉台営業所が開設された。虹が丘営業所よりも5年早く開設された関係上、当初は現虹が丘所管路線も担当していた。なお、東京急行電鉄では経営資源の効率化という名目で、東京都品川区にあった中延営業所を移転する形を取った。このため中延営業所は当営業所の開設と同時に廃止されている。
この営業所の特徴として、営業所周辺を通る路線が少ない関係上、高津営業所と同じく国道246号経由の出入庫系統が存在する。加え、過去に営業していた路線の免許を維持するために、出庫便や入庫便の形で1日1本しかバスの通らない区間を抱えている。

## 沿革
- 1981年（昭和56年）
  - 6月23日：開設。高津営業所からあざみ野線、柿生線、市が尾線、青葉台線、中山線、早野線、奈良町線を引き継ぐ。
  - 9月30日：十日市場線、コーチ青葉台線開設。
- 1982年（昭和57年）7月1日：日体大線、鴨志田団地線開設。
- 1984年（昭和59年）3月16日：恩田線開設。
- 1986年（昭和61年）4月1日：成合線開設。
- 1987年（昭和62年）4月6日：コーチ市が尾線開設。
- 1989年（平成元年）7月3日：ミッドナイトアロー青葉台線開設。
- 1997年（平成9年）3月17日：早野線廃止。
- 2001年（平成13年）
  - 3月1日：コーチ青葉台・市が尾両線を一般路線化。みたけ台線、市が尾循環線とする。
  - 12月16日：所管路線に系統番号付与（柿05・柿23系統については、すでに付番済み）。
- 2002年（平成14年）12月2日：ミッドナイトアロー青葉台線の増便として、田園都市線の終電前に「ナイトアロー」を新設。
- 2004年（平成16年）9月16日：鷺沼 - 青葉台深夜線を開設。書類上は鴨志田団地線の延長扱い。
- 2006年（平成18年）3月16日：横浜市営バス43系統の移譲に当たり、市が尾線市が尾 - 桐蔭学園系統を虹が丘営業所に移管。
- 2007年（平成19年）3月16日：横浜市営バス118系統を全面移譲される。青118系統として現在も運行継続中。
- 2008年（平成20年）5月14日：所管路線にPASMOを導入（十91、深夜高速バスを除く）。
- 2010年（平成22年）
  - 4月1日：市が尾線 柿生 - 長津田系統（旧早野線）廃止。
  - 7月1日：川和線が新羽営業所から移管される。引き換えに市が尾線柿生 - 市が尾系統を虹が丘営業所に移管。
- 2013年（平成25年）3月1日：青葉台線青11系統開設。
- 2020年（令和2年）
  - 3月30日：新型コロナウイルスの感染拡大のため、ミッドナイトアロー青葉台線運休[1]。
  - 4月30日：新型コロナウイルスの感染拡大のため、深夜バスの全便運休[2]。
- 2022年（令和4年）7月31日：ミッドナイトアロー青葉台線廃止 [3]。
- 2023年（令和5年）10月2日：青31のみ深夜バスの試行運行実施（2024年3月29日まで）、青23、青61の深夜バスは廃止[4]。
- 2024年（令和6年）
  - 3月24日：同日に行われる東急バス運賃改定に伴い、青23・青90系統における横浜市営バス・神奈川中央交通との共通定期券の取り扱いを終了[5]。
  - 4月1日：東急バスでは初の連節バスを日体大線（青61系統）に導入。連節バスの車両愛称として「タンデムライナー」という呼称が与えられる[6]。

## 所管路線

### みたけ台線

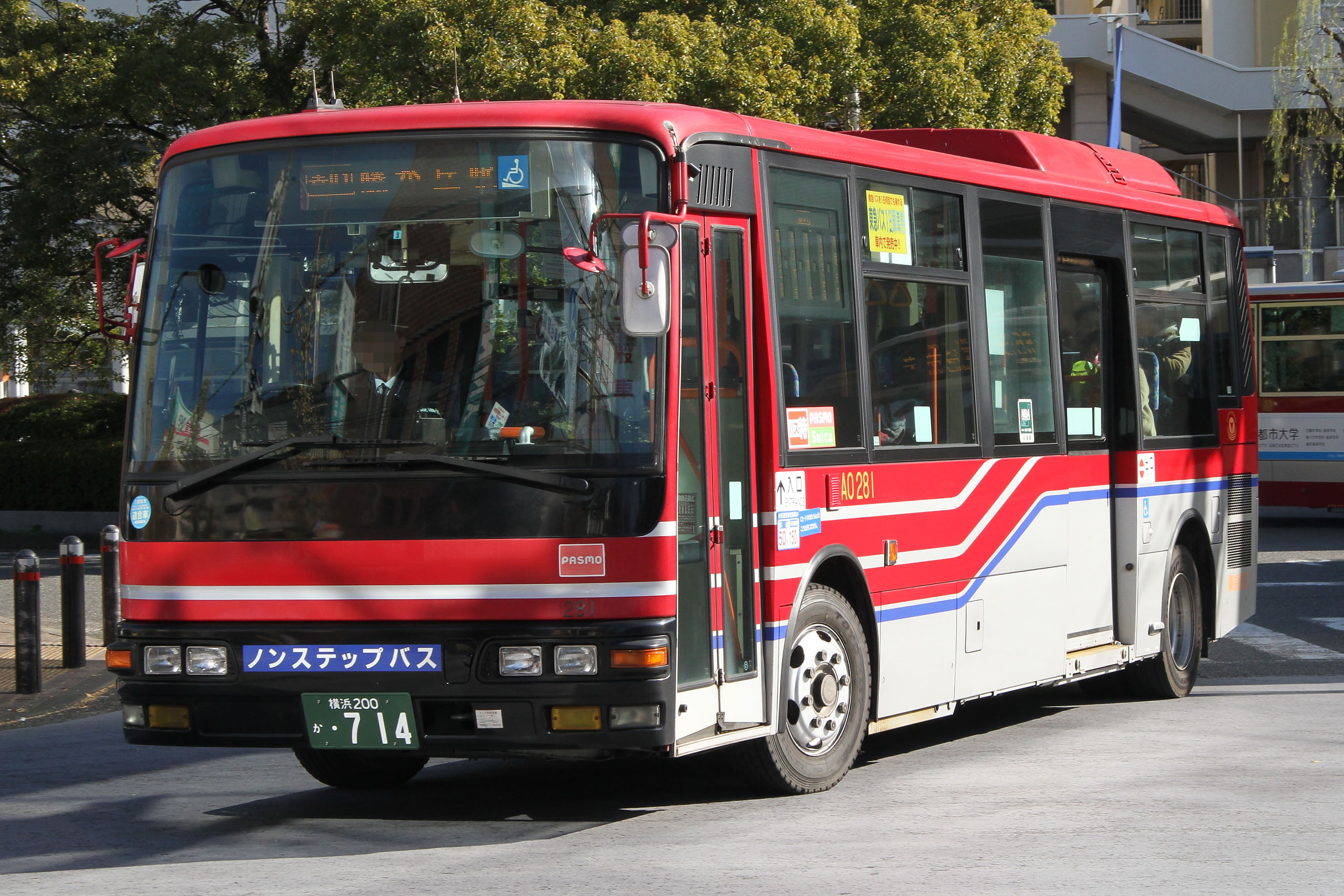
東急コーチ塗色車で運用される青01(AO281)

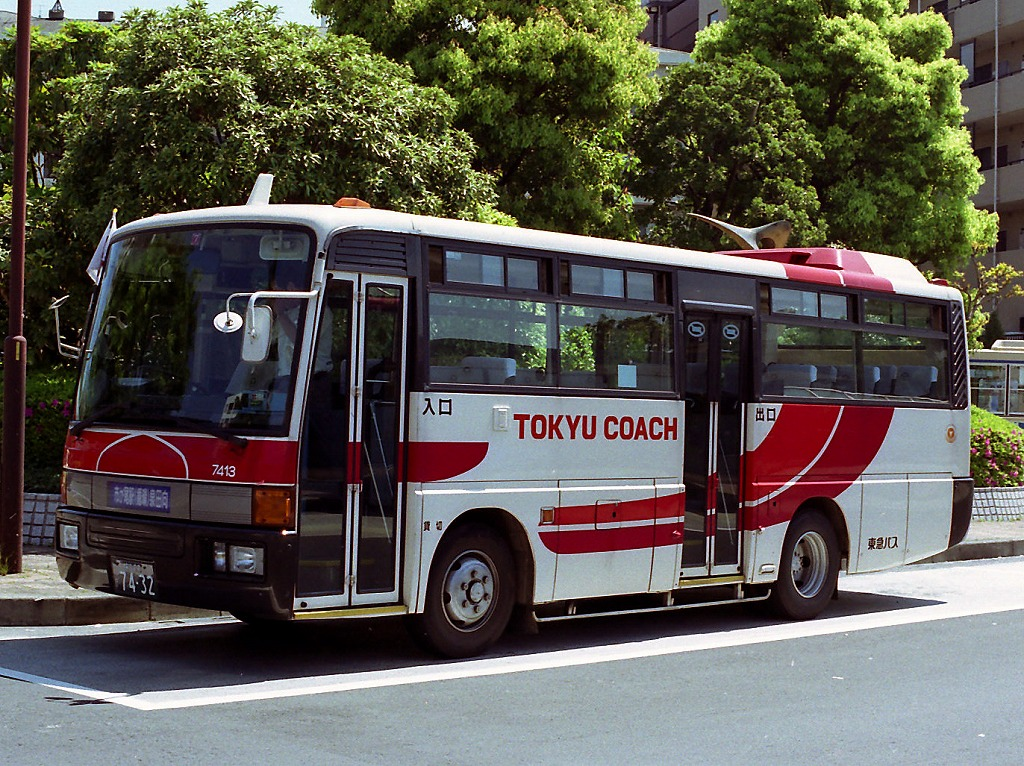
かつてのデマンド時代後期に使用されていた東急コーチ7000番車

- 青01：青葉台駅 - みたけ台 - 柿の木台 - 藤が丘駅

沿革
- 1981年（昭和56年）9月30日：コーチ青葉台線として開設。
- 2001年（平成13年）3月1日：一般路線化[7]。

元コーチ路線。一般の中型車が用いられる。桜台第二公園 - 祥泉院と、みたけ台 - もえぎ野公園がフリー降車区間となる。乗車の際は停留所から乗車する必要がある。

### 青葉台線（桜台方面）
- 青11：青葉台駅 → 上谷本第一公園 → 公園坂下 → 青葉台駅（片方向循環）

沿革
- 2013年（平成25年）3月1日：地元住民の要望により新設。

比較的に上り坂が多い。路線沿いに公園が多く「青葉台公園上」など、公園の名前をとった停留所名が多い。運行車両には青01系統同様、中型車が用いられている。

### 十日市場線
- 青23：青葉台駅 - 青葉台営業所 - 十日市場駅 - 郵便局前 - 若葉台中央
- 青23：青葉台営業所 - 若葉台中央（出入庫系統）
- 青葉台駅 - 青葉台営業所（出入庫系統、他路線の出入庫としても運行）

青葉台駅より、環状4号線を南下、十日市場駅(JR横浜線)、霧が丘団地を経由し、若葉台中央へと至る路線である。
横浜市営バス及び神奈川中央交通と共同運行を行っている（神奈中は十日市場駅～若葉台中央）。
沿革
- 1981年（昭和56年）9月30日：十日市場線（青葉台駅 - 十日市場駅）運行開始。
- 1983年（昭和58年）9月16日：若葉台中央まで延伸（青葉台駅 - 十日市場駅 - 若葉台中央）。
- 1984年（昭和59年）11月1日：深夜バスの運行を開始。
- 2020年（令和2年）4月30日：深夜バスを運休する[2]。
- 2023年（令和5年）10月2日：深夜バスを廃止[4]。
- 2024年（令和6年）3月24日：同日に行われる東急バス運賃改定に伴い、横浜市営バス及び神奈川中央交通との共通定期券の取り扱いを終了[5]。

若葉台団地、霧が丘団地という巨大団地とや都心やみなとみらい地区へと一本でアクセスできる東急田園都市線やJR横浜線を最短ルートで結ぶ路線である。
また、霧が丘高等学校や東洋英和女学院大学、横浜翠陵高校などの多数の学校を路線に抱えるため、通勤、通学需要及び上記の理由より住民も多く利用する路線であるため、東急バス全体でも有数のドル箱路線となっており、主に長尺車が充当される。
市営及び神奈中と合わせ、終日本数の多い路線となっている。
若葉台中央では、同じく運行本数が終日多い神奈川中央交通5・115系統（横浜駅西口行き・鶴ヶ峰駅行き）や神奈川中央交通・相鉄バス共同運行路線の116系統（三ツ境駅行き）などに容易に乗り換えができる。
（青）23系統は、霧が丘内を直線的に縦断し、郵便局前を経由する最短ルートをとる。神奈川中央交通が運行する、十日市場駅発着で若葉台中央から更に相鉄本線三ツ境駅・鶴ヶ峰駅まで足を延ばす境21系統と峰02系統も、若葉台中央まで同じルートで運行する。
横浜市営バス23系統青葉台駅 - 十日市場駅 - 若葉台中央線、神奈川中央交通23系統十日市場駅 - 若葉台中央線（境21と峰02の十日市場駅 - 若葉台中央間も利用可能）との共通定期券の取り扱いを行っている。2024年3月23日をもって、共通定期券は終了となった。
平日、土曜に深夜バスが25時台まで設定されていたが、2020年4月末より運休、2023年10月に廃止された。

### 成合線

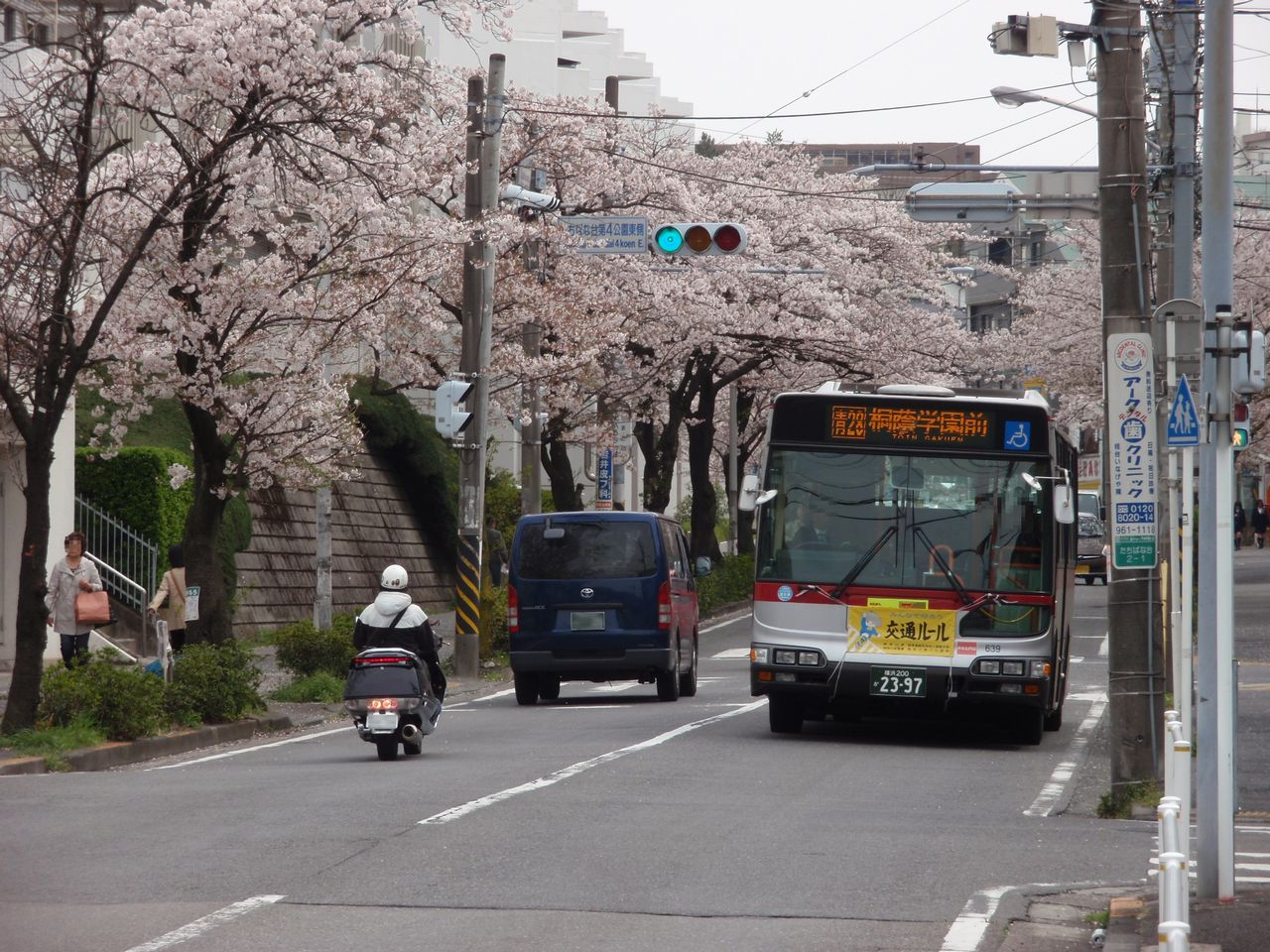
青28 たちばな台二丁目にて (AO639)

- 青27：青葉台駅 - 成合 - 桐蔭学園前 - 市が尾駅
- 青28：青葉台駅 - 成合 - 桐蔭学園前

沿革
- 1986年（昭和61年）4月1日：運行開始。

青葉台駅と市が尾駅を環状4号線・桐蔭学園前・横浜上麻生道路旧道経由で結ぶ路線。おもに青葉台駅 - 桐蔭学園前の通学輸送を担う。
主力は桐蔭学園前止まりの青28系統で、市が尾駅まで運行する青27系統は平日毎時1本のみの運行。青27の上鉄鴨志田口 - 市が尾駅間は、並行する小田急バス柿23系統との共通定期券の取り扱いがある。県下屈指のマンモス校である桐蔭学園を抱えることから、長尺車が充当されている。2008年3月28日のダイヤ改正では、青27が青葉台駅発は平日朝の1本、市が尾駅発は最終便を除き全便桐蔭学園前経由になっていた。2015年5月1日のダイヤ改正で全便桐蔭学園前経由となり、青葉台一丁目始発便も廃止となった。

### 鴨志田団地線

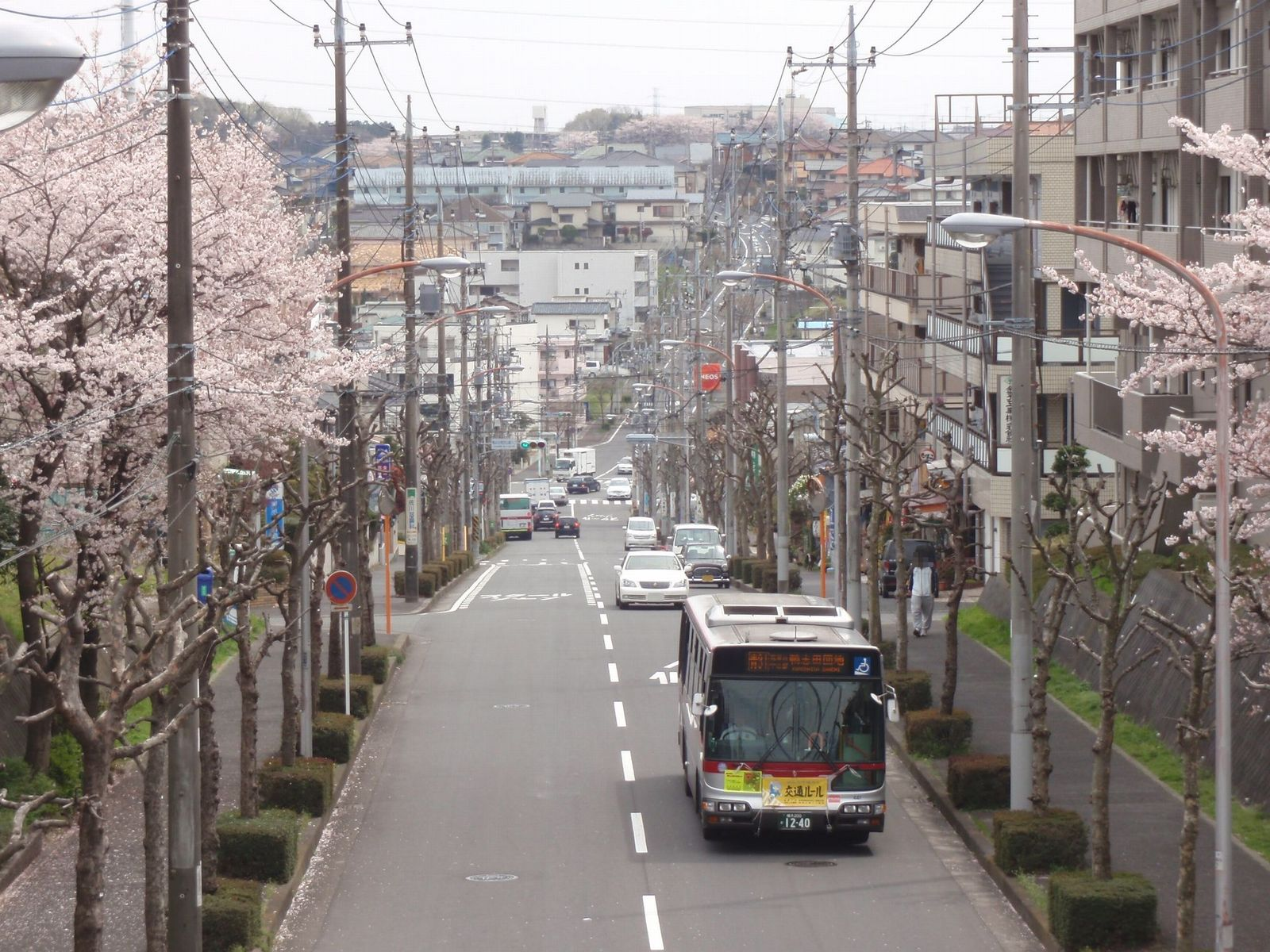
青31 団地中央にて(AO441)

- 青30：青葉台駅→若草台→鴨志田団地→寺家町→ふるさと村テニスクラブ→鴨志田団地→若草台→青葉台駅（寺家町循環）
- 青31：青葉台駅 - 若草台 - 鴨志田団地

沿革
- 1982年（昭和57年）
  - 7月1日：運行開始。当時は鴨志田町までの運行だった。
  - 12月1日：鴨志田団地まで延長。
- 1984年（昭和59年）11月1日：深夜バスの運行を開始。
- 2002年（平成14年）7月16日：寺家町乗り入れを開始[9]。
- 2020年（令和2年）4月30日：深夜バスを運休する[2]。
- 2023年（令和5年）10月2日：深夜バスの試行運行を開始[4]。
- 2024年（令和6年）4月1日：深夜バスの運行を正式に再開[10]。

青葉台駅と鴨志田団地を結ぶ青葉台営業所の幹線路線。平日は日中毎時6 - 8本、土休日は毎時5-6本、平日朝に至っては青葉台駅行きが7時台に18本設定されており、乗客も非常に多いことから長尺車が投入されている。また、青31系統については、平日と土曜に深夜バスが運行される。
上記の通り、2002年7月16日より寺家町住民の便を図り、横浜市営43系統（当時）・小田急バス柿25系統とともに寺家町への乗り入れを開始した。ただしこの路線に限り、甲神社入口へは向かわずに寺家町を経由した後、鴨志田団地へ戻る。寺家町循環の青30系統は日中毎時1 - 2本設定。
1987年より青葉台駅の下り終電に接続する設定となっていたが、新型コロナウイルスの蔓延に伴い、終バスが早まっている。2020年4月末までは最終午前1時20分まで設定があった。2023年10月2日から試行実施で23時台の2便のみ復活したが、2024年4月以降は23時台の1便のみとなる。

### 雨堤・桜台線
- 青32：青葉台駅→桜台団地前→雨堤→青葉台駅【午前回り】
- 青33：青葉台駅→雨堤→桜台団地前→青葉台駅【午後回り】

青葉台駅から桜台団地（雨堤）を経由し青葉台駅に至る循環路線である。毎時2-3本運行されており、主に中型車が当てられる。途中の青葉台小学校入口停留所は停留所位置の関係から青33のみ停車する。

### 恩田線・松風台線

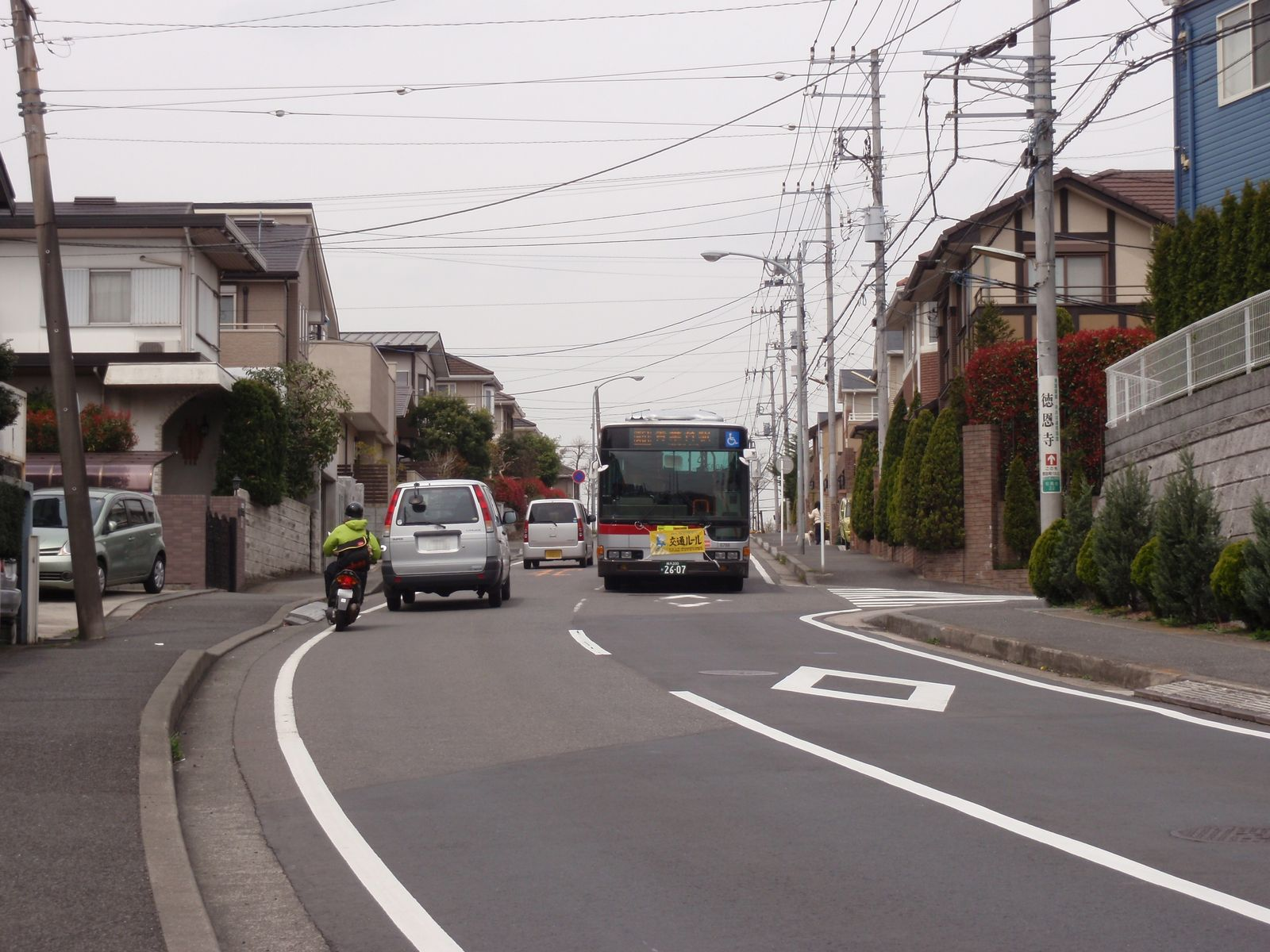
青51 椎木地蔵尊入口にて(AO8788)

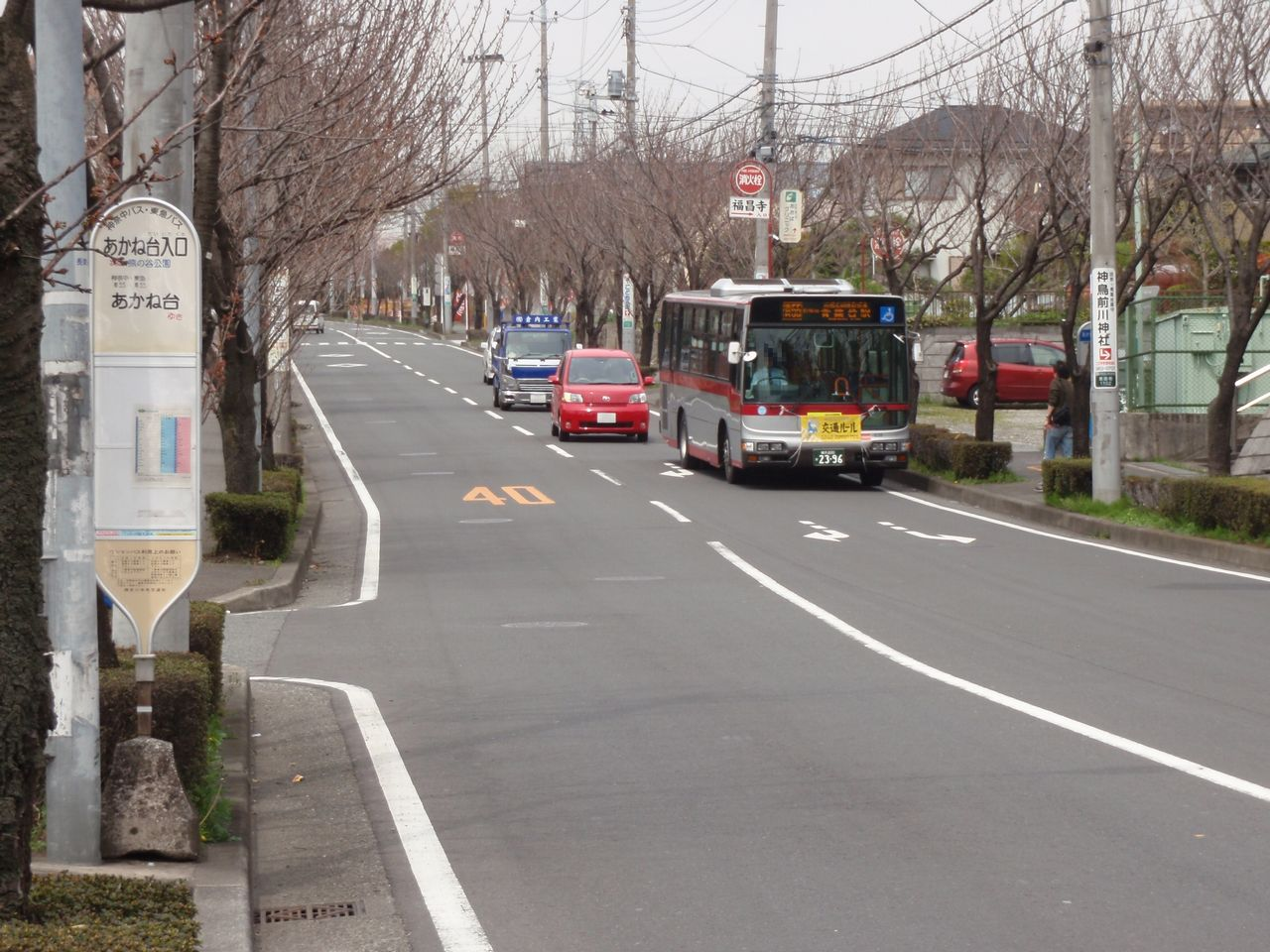
青55 あかね台入口にて(AO638) 神奈中エリアのためバス停ポールも片側は神奈中仕様

- 青55：青葉台駅 - 松風台 - 中恩田橋 - あかね台 - 恩田駅
- 青55：青葉台駅 - 松風台 - 中恩田橋
- 青118：青葉台駅 - 松風台 - 桂台 - こどもの国 - 奈良北団地 - 奈良北団地折返場
- 青118：青葉台駅←松風台←桂台（朝1本のみ）
- 緑山61：日体大→すみよし台→下奈良→こどもの国→奈良地区センター前→緑山→ことり橋→こどもの国→下奈良→すみよし台→日体大（7・8時台、17 - 21時台の運行）
- 緑山62：日体大→すみよし台→下奈良→こどもの国駅→奈良地区センター前→緑山→ことり橋→こどもの国駅→下奈良→すみよし台→日体大（9 - 16時台の運行）
- 青葉台営業所→稲荷前→田奈駅→中恩田橋→あかね台→恩田駅（出庫系統）

沿革
- 1984年（昭和59年）3月16日：恩田線（青葉台駅 - 松風台 - 日体大、青葉台駅 - 松風台 - 中恩田橋）運行開始。
- 1992年（平成4年）5月28日：恩田線を延長（青葉台駅 - 松風台 - 中恩田橋 - あかね台）、神奈川中央交通との共同運行を開始。
- 2007年（平成19年）3月16日：横浜市営バス118系統を全面移譲される。青118系統（青葉台駅→公園前→桂台→こどもの国→緑山→ことり橋→こどもの国→桂台→公園前→青葉台駅、青葉台駅 - 公園前 - 桂台 - こどもの国 - 奈良北団地 - 奈良北団地折返場）として運行。
- 2010年（平成22年）3月1日：青51系統（青葉台駅 - 松風台 - 日体大）を廃止し、青51系統・青52系統の松風台循環として再編。
- 2014年（平成26年）8月31日：青118系統緑山循環を松風台・中恩田橋経由に変更、青56系統として運行。青55系統は神奈川中央交通の運行便が廃止され、共同運行を解消。
- 2022年（令和4年）4月1日：青51系統・青52系統を廃止[13]。青118系統を松風台経由に変更。
- 2023年（令和5年）7月1日：青55系統の武相地区運賃を210円に引き上げ[14]。
- 2024年（令和6年）4月1日：青55系統を延長（青葉台駅 - 松風台 - 中恩田橋 - あかね台 - 恩田駅）。また、青56系統を廃止し、緑山61系統・緑山62系統として再編。これに伴い、東急バスでは青56のみの停留所である、内田・徳恩寺前・奈良橋の各停留所は廃止となった（横浜市営バス177系統は継続）。

この路線は大型短尺車が基本的に使用されるが中型車が運用に入ることもある。
青55系統は、こどもの国線恩田駅付近に広がる1990年代に開発の進んだあかね台地区と青葉台駅を結ぶ系統で、田園都市線沿いのバスにしては珍しく、途中でこどもの国線の踏切を渡る。当初は神奈川中央交通との共同運行路線で共通定期券の取り扱いがあり、神奈中のみ当初から青55の系統番号を付与されていた。2014年8月31日のダイヤ改正で神奈中便はあかね台発着から長津田駅発着の津03系統に移行、青55系統は東急の単独運行となった。開発途中に恩田駅が開業したこと、あかね台地区が長津田駅・恩田駅まで徒歩圏であることから本数は少なく、朝10時台以降の運転でおよそ1時間に1本の運行である。なお杉山神社前 - あかね台は東急バスで唯一の対キロ制区間（武相運賃）であるため運賃が異なるが、他系統と同様に前乗り先払いである。
出庫便の田奈駅経由あかね台行き（2024年4月から恩田駅行き）は、後述の奈良町線の名残である。なおこの運行のみ青葉台営業所のバス停位置（出庫口付近、県道川崎町田線側）が異なる。2024年4月より、運行区間が恩田駅まで延伸され、出庫便も同様に恩田駅行きに変更された。また、青56系統の廃止に伴い、中恩田橋発着便の本数も大幅に増加した。
青118系統は、松風台・こどもの国経由で奈良北団地へ至る系統である。当初は緑山循環（奈良地区センター前より緑山スタジオ・ことり橋経由で青葉台駅へ向かう）を横浜市営バスと共同運行していたが、メイン路線の奈良北団地折返場系統を持つ市営の方が圧倒的に本数が多く東急バスは数えるほどの本数しかなかった。2007年3月16日に共同運行していた青葉台駅 - 緑山循環に加え、従来市営のみだった青葉台駅 - 奈良北団地折返場系統も横浜市交通局から全面移譲された。奈良北団地折返場行きが日中30分間隔で運行されている。緑山循環は1日11本と本数が少なかったが、2014年8月31日のダイヤ改正で従来の公園前・桂台経由から松風台・中恩田橋経由に経路を変更、本数も1日13本（土休日は12本）に増便されて新たに青56系統を名乗るようになった。青56系統はおよそ1時間に1本の運転だが、2 - 3時間程運転されない時間帯があった。2022年4月の改正で青118系統も公園前・桂台経由から松風台・桂台経由へ経路変更し、かつて横浜市営バスが運行していた120系統（青葉台駅 - 松風台 - 中恩田橋 - こどもの国 - 奈良町・奈良北団地）を青56・青118の両系統でなぞる形になっていた。
青56系統は2024年4月1日のダイヤ改正で廃止（緑山61・62系統に置き換え）、松風台側の減便分は青55系統の中恩田橋発着便の増発で補う形になっている。
緑山61・62系統は2024年4月1日のダイヤ改正より、日体大線の連節バス導入に伴う路線再編により、それまで青葉台駅発着であった青56系統を日体大発着へ変更したことにより運行を開始。この路線再編により、青葉台駅との行き来は青61系統との乗り継ぎが必要になった。青61系統と緑山61・62系統を乗り継ぐ際は、ICカード利用の場合に限り、1回目の乗車から90分以内であれば2回目の乗車での運賃は無料となる。

### 日体大線

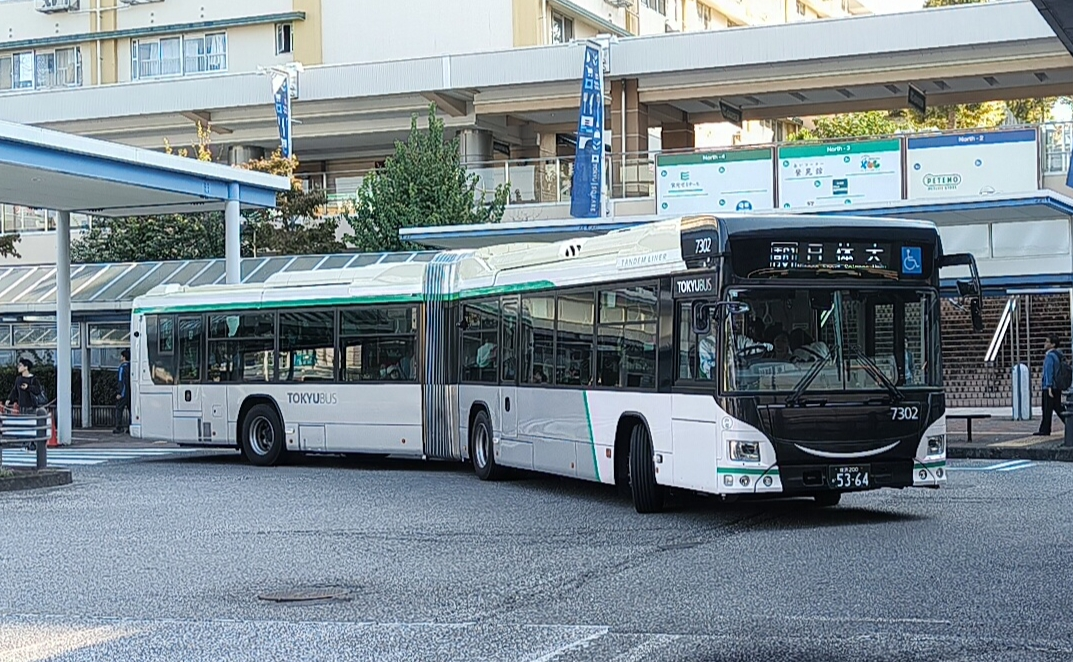
青61 青葉台駅にて(AO7302)

- 青61：青葉台駅 - 公園前 - 桂台 - 横浜美術大学（すみよし台） - 日体大
- 急行：青葉台駅 - 横浜美術大学（すみよし台） - 日体大（記載した停留所のみ停車、朝の日体大行き、夕方の青葉台駅行きのみの運行）

沿革
- 1982年（昭和57年）7月1日：運行開始。
- 1987年（昭和62年）11月2日：深夜バスの運行を開始。
- 2002年（平成14年）9月16日：急行便の運行開始。
- 2015年（平成27年）5月1日：急行便廃止。
- 2020年（令和2年）4月30日：深夜バスを運休する[2]。
- 2023年（令和5年）10月2日：深夜バスを廃止[4]。
- 2024年（令和6年）4月1日：連節バス導入、急行便の運行再開、横浜美術大学停留所を休止（青61系統以外は継続）、すみよし台停留所の名称を「横浜美術大学（すみよし台）」に変更。

青葉台駅と日本体育大学健志台キャンパス間を公園前・桂台経由で結ぶ青葉台営業所の主要路線である。沿線に日本体育大学、三菱ケミカル横浜研究所、田奈高校、横浜美術大学といった学校・研究所に加え住宅地内を運行することから乗客は非常に多く、長尺車で多頻繁運行されている。
本数は基本的に平日日中は1時間あたり8本 - 10本だが、通学時間帯と通勤時間の重なる朝ラッシュ時間帯は最大で1時間に19本のバスが運行される。青葉台駅では、3・4番のりばを使って運行されるが、4番のりば（2024年4月1日のダイヤ改正以前は3番のりば）を使うのは一部の増発便のみである。
2002年より急行便が運転を開始。基本的に長尺車による運用で深夜急行バス用のワンロマ車も入っていた。急行便は2015年5月1日をもって全便廃止となった。2024年4月の連接バスの導入に伴い、急行便が復活した。
平日と土曜には深夜バスも運行されていたが、2020年4月末から運休となり、2023年10月に廃止された。

### 青葉台線（つつじが丘方面）
- 青81：青葉台駅 - 坂上 - 千草台 - 庚申塚 - 北八朔 - 精進橋 - 中山駅北口
- 青82：青葉台駅→坂上→千草台→北八朔住宅→みどり台→北八朔住宅→千草台→坂上→青葉台駅（みどり台循環）
- 青82：青葉台駅→坂上→千草台→北八朔住宅→第一公園前（入庫系統）
- 青82：青葉台駅→坂上→千草台→みどり台→北八朔住宅（入庫系統）
- 青82：北八朔住宅→みどり台→北八朔住宅→千草台→坂上→青葉台駅（出庫系統）
- 青83：青葉台駅 - 梅が丘 - 千草台 - 庚申塚 - 谷本小学校 - 藤が丘駅

沿革
- 1972年（昭和47年）2月1日：青81系統運行開始。
- 1981年（昭和56年）6月23日：当営業所開設と同時に高津営業所から移管。

元々は「梅が丘経由」と「坂上経由」の藤が丘駅行きと、梅が丘経由北八朔行きで構成されていたが、青82系統（みどり台循環）の新設により藤が丘駅行きは梅が丘経由のみに、北八朔行きは坂上経由となった。
北八朔方面のバスは元々同地区からつつじが丘小学校への通学のために設定された路線であったが、川和小学校や藤が丘小学校の開校により当初の目的は失われている。北八朔付近は市街化調整区域であり田畑の多い地域である。2014年5月1日のダイヤ改正で北八朔より先県道中山北山田線（区役所通り）の川和町駅～青砥間の新道区間の開通に伴い中山駅北口へと延伸された。これにより北八朔地区から中山駅・緑区役所へのアクセスが容易になった。
みどり台循環線は高台にあり元々路線バスの運行が無かったみどり台地区と、株式会社東海の工場跡地を含めて開発され、同時期に入居開始となった横浜市営北八朔住宅(高齢者優先住戸あり)への利便性向上のため、1999年に新設。現在は港北パーキングエリアや日帰り入浴施設「ユーランド緑」などのアクセス路線でもある。当初はコーチ型の中型車が用いられていた。日中時間帯（10 - 16時台）の便はみどり台（手前の曲がり角）→ゆうふくの里（先の曲がり角）間がフリー乗降区間となる。早朝は「青葉台駅発みどり台循環」より「北八朔住宅発青葉台駅行」の始発時刻が30分程度早い。そのため、始発から数本は青葉台営業所 - さつきが丘 - （横浜商科大学前） - 横浜商科大学入口 - 北八朔住宅の回送ルートを取って運用に入る。北八朔住宅止まりの運行もこのルートを通って営業所に回送される。
青葉台線は狭隘道路・橋走行の関係で一般型中型車が用いられる。

### 中山線
- 青90：青葉台駅 - 青葉台営業所 - 山谷みどり台 - 中山駅北口（横浜市営バス若葉台営業所と共同運行）

沿革
- 1966年（昭和41年）4月1日：東急田園都市線開通に伴い開設。当時は高津営業所所管。
- 1981年（昭和56年）6月23日：当営業所開設と同時に移管。
- 2024年（令和6年）3月24日：同日に行われる東急バス運賃改定に伴い、共通定期券の取り扱いを終了[5]。
- 2025年（令和7年）3月28日：この日の運行を持って、神奈中バスのみ廃止。

青葉台駅と中山駅を短絡して結ぶ系統で、大型短尺車が充当される。市営はおもに中型車が運用されてきたが現在はノンステップの大型車が運用に入る。神奈中の担当便は90系統で、運行本数はそれぞれ平日朝2本と少なく、大型車による運行であった。かつては共通定期券の取り扱いもあったが、2024年3月23日をもって終了し、2025年3月28日をもって神奈中は撤退した。

もともとは神奈川中央交通が運行していた原町田駅 - 中山駅の路線が存在し、東急田園都市線青葉台駅開業時に後から市営と東急が参入したもの。過去には青葉台営業所発（乗車はさつきが丘から）都橋経由中山駅北口行きが1本のみ午後3時ごろにあった。このバスは北口到着後江田駅行きとなっていた回送兼用であった。
その他に青葉台駅 - 青葉台営業所間の出入庫便も頻繁に運行されており、中型車から大型長尺車まで当営業所在籍車種のほとんどが使用されている。

### 川和線
- 市03：市が尾駅 - 川和町 - 貝の坂 - 梅田橋 - 小机駅 - 新横浜駅
- 市03：市が尾駅 - 川和町 - 貝の坂（出入庫系統）
- 市03：新横浜駅 - 小机駅 - 川向町 - 水神前 - 貝の坂（出入庫系統）

沿革
- 1929年（昭和4年）：3月17日東京横浜電鉄が神奈川自動車より東神奈川 - 川和町間を買収。
戦後、横浜駅西口へ乗り入れ開始。
- 1962年（昭和38年）4月1日：日吉営業所が開設、川崎営業所から川和線を移管される。
- 1966年（昭和41年）
  - 4月1日：田園都市線開通により、市が尾駅 - 横浜駅西口間の路線となる。
  - 4月18日：新羽営業所が開設、日吉営業所から川和線を移管される。
- 1993年（平成5年）10月29日：市が尾駅 - 新横浜駅系統を新設、市営3系統と共に横浜駅発着便が大幅減便となる。
- 2002年（平成14年）12月1日：新横浜発着の出入庫便が北新横浜駅に停車するようになる。
- 2006年（平成18年）11月16日：横浜市営バス3系統の路線移譲に向けてダイヤ改正。
  - 東急便の市が尾駅 - 横浜駅西口を11月15日をもって廃止。東急バスの横浜駅乗り入れ路線が消滅。
  - 横浜駅西口 - 小机駅間の区間便を11月15日をもって廃止。
  - 東急便は始終発時間帯に、市が尾駅 - 梅田橋の区間便を運行開始。
- 2007年（平成19年）
  - 3月15日：沿線にららぽーと横浜がオープン（当路線の最寄り停留所は「薮根」）。
  - 3月16日：横浜市交通局が3系統を東急バスへ移譲。横浜市営の便を東急が運行する。
    - 横浜市営バス3系統（市が尾駅 - 横浜駅西口、市が尾駅 - 東神奈川駅西口、市が尾駅 - 川和町）を3月15日をもって廃止。
    - 東急便は始終発時間帯に、新横浜駅 - 水神前の区間便を運行開始。
- 2010年（平成22年）7月1日：新羽営業所から移管。それに伴い、市が尾駅 - 梅田橋、新横浜駅 - 水神前の区間便を、それぞれ貝の坂発着に改める。

市が尾駅から新横浜駅までを横浜上麻生道路経由で結ぶ路線で、青葉台営業所管内では最長路線である。日中は毎時3本で、市が尾駅 - 貝の坂で市43系統と並走しているが、運行間隔が20分以上開く時間帯がある。 
戦前から存在した非常に古い歴史を持つ路線である。戦後に横浜駅西口へ乗り入れ開始し、東急田園都市線の開業に伴い市が尾駅まで延伸された。
以来、市が尾駅 - 横浜駅西口間を横浜市営バス3系統（浅間町営業所→西営業所→緑営業所→港北ニュータウン営業所）と長らく共同運行していた。
2007年の横浜市営バス再編に伴い市営3系統は段階的に廃止、新横浜駅まで短縮の上で東急バスによる単独運行となった。この際に短縮された又口橋 - 横浜駅西口間の輸送は横浜市営バス39系統が担うことになった。

横浜駅乗り入れからの撤退後、2010年に新羽営業所から青葉台営業所へ移管された。
車両は、新羽営業所時代は長尺ワンステップ車のほか、短尺ワンステップ車やノンステップ車が運用に入ることが多かったが、青葉台営業所への移管以降は主に短尺車により運行される。近年ではワンロマ車も後述のミッドナイト・アローの間合い運用で朝や日中を中心に当路線で運行されることが増えている。

### 市が尾循環線
- 市61：市が尾駅→市が尾中学校→泉田向→荏田西五丁目→市が尾駅【午前回り】
- 市61：東市が尾小学校→泉田向→荏田西五丁目→市が尾駅
- 市62：市が尾駅→荏田西五丁目→泉田向→市が尾中学校→市が尾駅【午後回り】

沿革
- 1987年（昭和62年）4月6日：コーチ市が尾線として開設。
- 2001年（平成13年）3月1日：一般路線化[7]。

元コーチ路線。故にコーチ型中型車あるいは一般の中型車が使用される。荏田西四丁目手前交差点 - 東市が尾小学校はフリー乗降区間。平日早朝2便と土休日早朝1便は東市が尾小学校が始発となる。開業時は現在のバスターミナルが完成していなかったことから、市が尾駅東口（交番脇の駐車場付近に仮設バス乗り場があった）より発着していた。

### 荏田南線
- 市が尾駅 → 青葉台営業所（出入庫系統・土休日夜間1便のみ）
- 南61：センター南駅 → 大丸 → 川和町駅 → 青砥中央 → 中山駅北口（土休日1便のみ）

港北ニュータウン開発初期からある歴史ある路線であったが、現在は免許維持路線のみが残っている。
南61系統は、2014年5月1日の県道中山北山田線の新道区間開通に伴って新設された路線で、中山駅北口行のみの運行である。ほぼ全区間において市営地下鉄グリーンラインと並行するのが特徴である。

### 新緑病院線
- 十91：十日市場駅 - 横浜新緑総合病院

平日・土曜の開院時間帯のみ運行している路線。病院利用客の送迎を目的としているため運賃は無料であるが、乗車する際は病院入口にある専用券が必要であり、乗車時に券を回収箱に入れる。なお、十日市場駅より乗車する際に専用券を持っていない場合は、乗務員にその旨を伝えれば券をその場で貰える。また、土曜の最終便は病院所有の送迎車が使われるため、専用券を出す必要はない。

## 契約輸送

### 渋谷教育学園渋谷中学校・高等学校
渋谷中学校・高等学校は、グラウンドなどの運動設備が登戸にある。そのため渋谷の校舎からグラウンドまで生徒と教諭を輸送する。ワンロマ車が充当される。

### 桐蔭学園小学校
江田駅から桐蔭学園小学校まで児童を輸送する。マーキュリーカラーの専用車が充当される。

## 廃止路線

### 早野線
- 柿06：柿生駅 - 日体大 - こどもの国（ - 奈良町）

後述の柿05同様柿生駅南口から発車し、神前橋まで柿05と同じ経路を走りこどもの国に至る路線だった。1997年（平成9年）2月17日のダイヤ改正で廃止。

### 市が尾線
- 柿05：柿生駅 - 日体大 - 中恩田橋 - 田奈駅 - 長津田駅
  - 長津田駅→浅間下→青葉台駅入口→青葉台営業所（入庫便）

柿05も早野線の一つであったが、こどもの国までの区間便が廃止されたときに市が尾線に編入された。 柿生駅南口は道が狭く、バスが歩行者とすれすれで通行する状態であった。同時に駅到着まで時間がかかる上、虹が丘営業所の柿生線、川崎市バスの溝17(現在の溝10)・柿03(当時)・柿04系統、小田急バスの柿20(当時)・柿21系統と同様に、専用の柿生折返所まで行かないと折り返せないなどの問題点があった。その問題を解決するため、2007年（平成19年）4月1日より駅から距離のある場所に設置された仮設ターミナルの使用を開始した。その際に柿生折返所の使用は停止され、現在は休止状態にある。2010年（平成22年）4月1日のダイヤ改正で廃止。

### 奈良町線
- 青葉台駅 - 青葉台営業所 - 稲荷前 - 田奈駅前 - 中恩田橋 - こどもの国（ - 奈良町）

同系統および柿06用に、こどもの国 - 青葉台営業所の入出庫便も存在した。この名残が恩田駅行き出庫便である。

### 荏田線
- 市が尾駅 - 江田駅 - 柚の木谷 - 川和高校 - 川和町 - 市が尾駅

市営バス旧89系統と共管路線だった。1989年9月1日のダイヤ改正で廃止。
- 江田駅 - 柚の木谷 - 川和高校 - 川和町 - 中山駅北口

江田駅-中山駅は、市営地下鉄あざみ野延伸後しばらくして廃止となった。

### 恩田線
- 青葉台駅 - 青葉台二丁目 - 公園前 - 桜台 - 青葉台駅

末期は日体大行きの最終便の補完という形だった。
- 青118：青葉台駅→公園前→桂台→こどもの国→緑山→ことり橋→こどもの国→桂台→公園前→青葉台駅

2014年8月31日のダイヤ改正で廃止され、松風台・中恩田橋経由の青56系統にシフトした。2007年3月16日までは横浜市営バスと共同運行だった。
- 青118：青葉台駅 - 公園前 - 桂台 - こどもの国 - 奈良北団地 - 奈良北団地折返場

2022年4月1日のダイヤ改正で経路が変更され、松風台・桂台経由となった。
- 青56：青葉台駅→松風台→中恩田橋→こどもの国→緑山→ことり橋→こどもの国→中恩田橋→松風台→青葉台駅

青56系統は1日に12 - 13本の運行で、約1時間に一本がベースだが、平日の日中帯など運行されない時間もあった。全て標準尺車での運行であった。日体大線の連節バス導入による路線再編に伴い、2024年4月1日のダイヤ改正で廃止され、緑山61・62系統に再編された。

### 松風台線
- 青51：青葉台駅 - 松風台 - 桂台 - 日体大

2010年3月1日のダイヤ改正で廃止となり下記の青51・52系統となった。
- 青51：青葉台駅→桂台→松風台→青葉台駅【午前回り】
- 青52：青葉台駅→松風台→桂台→青葉台駅【午後回り】

青51・52系統は松風台・桂台と青葉台駅を結ぶ循環路線で、午前は青51、午後は青52で1時間に2 - 3本運転されていた。2022年4月1日のダイヤ改正で両便とも廃止され、青118系統を松風台経由に変更することで代替される。

### 成合線
- 青27：青葉台一丁目→成合→桐蔭学園入口→市が尾駅（休日のみ）
- 青27：青葉台駅 - 成合 - 桐蔭学園入口 - 市が尾駅
- 青27：青葉台一丁目→成合→桐蔭学園前（平日のみ）

前述の通り、2015年5月1日のダイヤ改正で全便桐蔭学園前経由となり、青葉台一丁目始発も廃止された。

### 荏田南線
- 市71：江田駅 - 荏田南 - 大丸 - 川和高校入口 - 市が尾駅
- 市72：江田駅 - 荏田南 - 都筑ふれあいの丘駅  - 大丸 - 川和高校入口 - 市が尾駅
- 市72：江田駅 → 荏田南 → 都筑ふれあいの丘駅（平日最終便のみ）
- 南301：江田駅 - 荏田南 - 中の瀬 - センター南駅
- 江田駅 - 青葉台営業所（出入庫系統・土休日のみ）

沿革
- 1983年（昭和58年）8月20日：江田駅 - 荏田南 - 大丸 - 市が尾駅系統(後の市71系統)開設、当初は高津営業所が担当。
- 1993年（平成5年）3月18日：江田駅 - 荏田南 - 中の瀬 - センター南系統（後の南301系統）開設
- 2008年（平成20年）3月30日：横浜市営地下鉄グリーンラインの開業に伴い、都筑ふれあいの丘駅に乗り入れる便を市72として新設、南301系統は横浜市営バス301系統と同時に廃止[16]。
- 2014年（平成26年）4月1日：市72（江田駅～都筑ふれあいの丘駅）の新設、市71（江田駅〜都筑ふれあいの丘非経由～市が尾駅）の廃止。市72は日中のみの運転に。
- 2014年（平成26年）5月1日：南61（センター南駅→中山駅北口）を新設。平日18時37分発のみ。
- 2017年（平成29年）7月1日：市72系統（運行は6月30日限り）[17]および江田駅 - 青葉台営業所系統、青葉台営業所→市が尾駅（運行はともに6月25日限り）を廃止。市が尾駅→青葉台営業所は休日のみの運行に変更[18]。

江田駅 - 荏田南 - 大丸 - 市が尾駅系統（後の市71系統）は、港北ニュータウン開発初期の1983年より運行されている路線で、開業当初は横浜市営バス301系統と共同運行していた。しかし、1993年に市営地下鉄3号線（ブルーライン）があざみ野駅まで延伸すると横浜市営バスの方は廃止され（301系統の系統番号はこの時新設された江田駅 - 荏田南 - 平台 - 仲町台駅系統に引き継がれる）、東急バス単独での運行となった。その際誕生したのが、江田駅 - 荏田南 - 中の瀬 - センター南駅系統（後の南301系統）で、この路線は1年後の1994年には横浜市営バスとの共同運行になっている。ただし、東急バスが運転しているのは平日のみで、なおかつ日中のみであった。なお、江田駅入口停留所は江田駅行きのみ停車、東口商栄会通り停留所は市が尾駅行きのみ停車（降車専用）。
長らくこの形態での運転が続いたが、2008年3月30日の横浜市営地下鉄グリーンラインの開業により運行形態を変更、南301が廃止され代わりに都筑ふれあいの丘ロータリーに乗り入れる市72が新設された。2014年4月1日には運行形態をさらに変更し、市71を廃止した上で市72の運行を日中時間帯のみに縮小、江田駅 - 都筑ふれあいの丘駅の区間便を新設した。この区間便は終点の都筑ふれあいの丘駅に到着すると回送でセンター南駅まで行き、南61系統として中山駅北口へと向かっていた。
江田駅 - 都筑ふれあいの丘駅、都筑ふれあいの丘駅 - 市が尾駅は市営バスと共通定期券取扱区間。ただし、この区間を走る市営バスには取り扱いのない系統もあるので注意が必要である。なお、市72系統廃止により、この区間の共通定期券も発売を終了。
20 - 60分おきのランダムダイヤで運転し、区間便は平日の江田駅18時発のみの運行。基本的に中型車以外の車両が充当されるものの、500番台・1200番台のワンロマ車が運用に入ることが多い。開業時は市61,62同様に市が尾駅東口（ブックスアンドー前）より発着していた。出入庫は江田駅・市が尾駅 - 青葉台営業所を国道246号経由で行っており、現在も市が尾駅発の入庫便が片道休日1本のみ残っている。

### 深夜急行・高速青葉台線

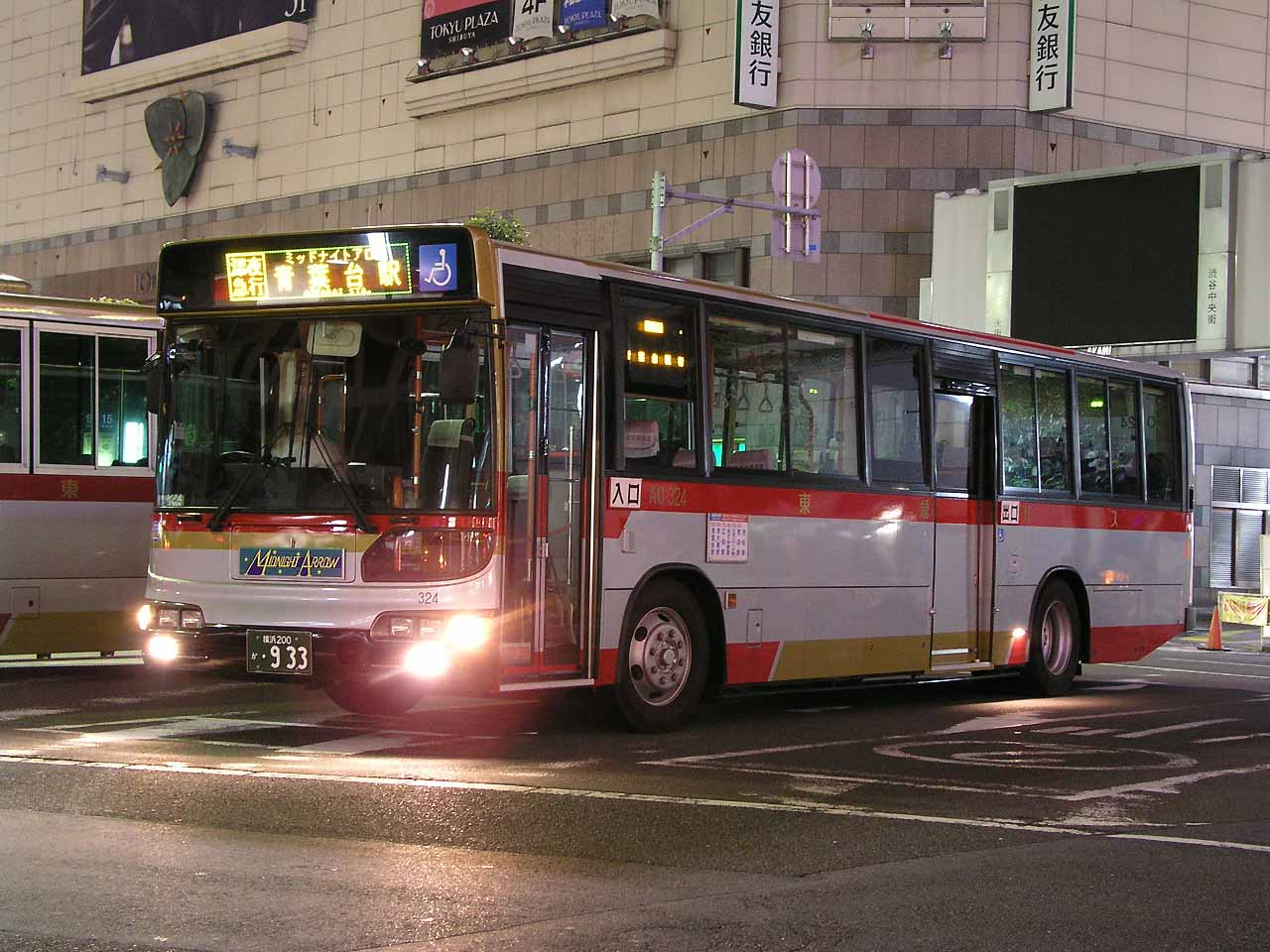
渋谷駅で待機するミッドナイト・アロー青葉台線(AO324)
前よりの座席のヘッドレストに「女性専用席」の表記がある

- ミッドナイト・アロー：渋谷駅→鷺沼駅→たまプラーザ駅→あざみ野駅→江田駅→市が尾駅→青葉台駅

沿革
- 1989年（平成元年）7月3日：ミッドナイト・アローを開設。当初の途中停留所は鷺沼駅とたまプラーザ駅のみ。
- 2002年（平成14年）12月2日：ナイト・アローを開設。当初は青葉台営業所が1便目、高津営業所が2便目を担当した。
- 2005年（平成17年）7月：ナイト・アローの高津営業所担当分を新羽営業所へ移管。
- 2007年（平成19年）10月1日：ナイト・アロー廃止、ミッドナイト・アローのみの運行となる。同時に青葉台営業所の単独運行になる。
- 2020年（令和2年）3月27日：後述の新型コロナウイルスの感染拡大防止による運休のため、事実上の最終運行日となる[19][19]。
- 2020年（令和2年）3月30日：新型コロナウイルスの感染拡大防止のため運休[19]
- 2022年（令和4年）7月31日：路線廃止[19]。

東急バスにおける深夜急行バスの先駆けである。ミッドナイト・アロー（と、かつてのナイトアロー）は着席需要を想定したものである。ミッドナイト・アローは終電後の時間帯に運転された。終電前の時間帯に運行されていたナイト・アローは2007年10月1日より廃止された。首都高速3号渋谷線、東名高速道路を経由するため、高速道路での立ち席乗車が不可能であることから先着順による座席定員制としており、ワンロマ車によって運行された。廃止直前には、前列に女性優先席が設けられていた。

### 深夜路線
- 鷺22：鷺沼駅→江田駅→市が尾駅→青葉台駅

沿革
- 2004年（平成16年）9月16日：開設。
- 2020年（令和2年）4月30日：新型コロナウイルス拡大防止に伴い深夜バスを運休する[2]。
- 2023年（令和5年）10月22日：廃止[4]。

平日のみ、田園都市線下り鷺沼行き最終電車に接続する深夜バスだった。江田駅・市が尾駅・青葉台駅にしか停車しない。最終電車が遅れた場合は到着まで待機していた。客数によっては増車もあった。経路は、たまプラーザ駅・あざみ野駅（両停留所は通過）を経由し、江田駅から国道246号に入る。ミッドナイト・アローとは異なり、江田駅、市が尾駅からも乗車可能であった。なお、書類上の路線は鴨志田団地線として含まれていた。

## 移管路線

### 市が尾中山線
- 市43：市が尾駅 - 桐蔭学園前（横浜市営バス43系統と共管）

2006年3月16日付で横浜市営運行の全便が東急バスへ移譲されたが、この時に全便の所管を虹が丘営業所で統一するため、青葉台が担当していた桐蔭学園前止まりのシャトル便も虹が丘に移管となった。

### 市が尾線
- 柿23：柿生駅北口 - 下麻生 - 桐蔭学園入口 - 市が尾駅（小田急バス町田営業所と共管）

- 1981年（昭和56年）6月23日：当営業所開設と同時に高津営業所から移管。
- 2010年（平成22年）7月1日：虹が丘営業所に移管。
- 2023年（令和5年）8月31日：この日の運行をもって東急バスのみ撤退。翌9月1日以降は全便が小田急バスでの運行。

高津営業所から移管して以降、長らく青葉台所管だったが、2010年7月1日に川崎営業所廃止に伴う新城線の新羽への再移管、及びそれに伴う川和線の青葉台移管に伴う玉突きで虹が丘に移管した。この路線の移管に伴い、深夜路線・契約路線を除くと、神奈川県内にある東急バスの営業所の中で、唯一川崎市に乗り入れない営業所となった。また、小田急バスにおいても、2022年10月16日以降は新百合ヶ丘営業所が所管する。2023年8月31日をもって東急バスとしての運行を終了。翌9月1日以降は全便が小田急バスでの運行となった。

## 車両
| 収容力確保のために前輪タイヤハウス上・車椅子スペース・非常口前以外は全てロングシートとした一般長尺車 (AO635) |  | 収容力確保のために前輪タイヤハウス上・車椅子スペース・非常口前以外は全てロングシートとした一般長尺車 (AO635) |
| 収容力確保のために前輪タイヤハウス上・車椅子スペース・非常口前以外は全てロングシートとした一般長尺車 (AO635) |  | |

日野を主体に三菱ふそうとUDトラックスの車両が配置されている。
深夜路線や元コーチ路線を抱えているため、ワンロマ車から中型車まで多種多様な車種が存在している。また、虹が丘営業所と同じく沿線に多くの団地を抱えており、利用者から収容力の大きいバスへの要望があったことから、その対策として1987年以降は大型長尺車が配置されている。また、四枚折戸車とノンステップ車の標準尺車は長尺車と同じ扱いをされている。その他元コーチ路線用の中型車も所属している。また、エリア内に高台が多く、登坂力が要求されることから、エンジンが選択できる場合は強馬力仕様での導入となっている。青葉台営業所では無線を活用した運行管理システムが導入されており、運転席には、営業所と交信ができるように無線機を標準装備している。
他にも、2023年度の青61系統での連節バス導入に合わせ、日野ブルーリボンハイブリッド・連節バスが導入された。